# Raffineria di Urinj
La Raffineria di Urinj è una raffineria della Croazia. Si trova a Costrena, all'ingresso della baia di Buccari, nei pressi di Fiume.
La raffineria è in funzione dal 29 novembre 1965 dopo che nel 1952 ne era stato deciso il trasferimento da Fiume dove operava dal 1880 quando la città faceva ancora parte dell'Impero austro-ungarico.
Nel 1924, con il passaggio di Fiume all'Italia, la raffineria ha avuto un ruolo importante per i rifornimenti con i suoi prodotti della Regia Marina e dell'esercito e per assicurare una regolare fornitura il Ministro italiano degli affari della marina prestò alla Raffineria di Fiume dei fondi per comperare il petrolio rumeno.

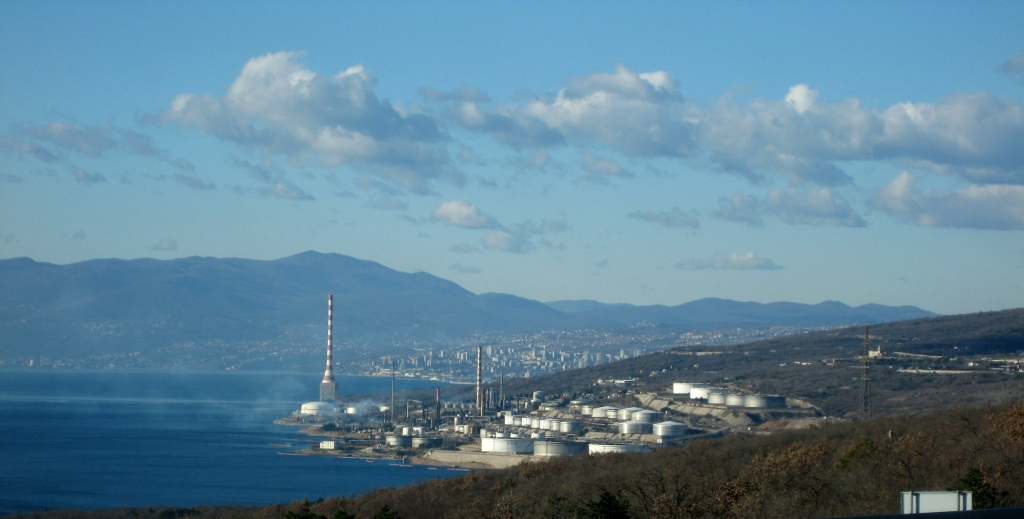
La raffineria

Dopo il passaggio di Fiume alla Iugoslavia, nel 1948, la raffineria raggiunse rapidamente i livelli produttivi dell'anteguerra, ma con la rottura delle relazioni tra l'Unione Sovietica, i paesi del Cominform e la Jugoslavia lo stato jugoslavo rimase isolato economicamente e la raffineria doveva rifornirsi di petrolio dal Medio Oriente. Nelle difficili condizioni sia politiche che economiche di quel momento, la raffineria, coprendo il 90% del fabbisogno nazionale, era la più grande e più produttiva industria jugoslava.
Poiché la raffineria, con i suoi magazzini di stoccaggio pieni di materiale infiammabile, costituiva una minaccia per la sicurezza della città, nel 1952 venne deciso il suo trasferimento a Urinj essendo l'area vicina al mare vantaggiosa per le varie vie di comunicazione e facilmente raggiungibile con la ferrovia.
Dopo tre anni dalla sua apertura furono costruiti nuovi magazzini di stoccaggio e un terminale per lo scarico di petrolio, che permetteva anche alle navi più grandi di raggiungere direttamente la raffineria. Nel 1976 grazie ad un contratto firmato con l'American Dow Chemical Company, fu possibile l'acquisto di un terreno vicino a Castelmuschio (Omišalj) nell'isola di Veglia (Krk), dove in seguito venne costruito un complesso petrolchimico e dove prossimamente troverà ubicazione un rigassificatore con annessi depositi di stoccaggio per 10-15 miliardi di metri cubi di gas all'anno.
La raffineria appartiene adesso all'INA, l'ente petrolifero di stato croato.